# Parazaona kuscheli
Parazaona kuscheli är en spindeldjursart som beskrevs av Beier 1964. Parazaona kuscheli ingår i släktet Parazaona och familjen blindklokrypare. Inga underarter finns listade i Catalogue of Life.